# Kenji Iino
Kenji Iino (飯野賢治, Iino Kenji, en anglais la romanisation stylisée Kenji Eno), né le 5 mai 1970 et mort le 20 février 2013, est un compositeur et musicien et un concepteur de jeux vidéo japonais. Il a notamment travaillé sur les jeux D, Enemy Zero et D2.

## Ludographie
- 1994 - Totsugeki Kikan (Karakuri) Megadasu!!
- 1995 - Trip'd
- 1995 - Oyaji Hunter Mahjong
- 1995 - D
- 1995 - Short Warp
- 1996 - Enemy Zero
- 1997 - Real Sound ~Kaze no Regret~
- 1999 - D2
- 2009 - You, Me, and the Cubes

## Distinctions
- 1997 : prix du meilleur jeu Saturn pour Enemy Zero (E3 1997)[2].